# Regno dell'Iraq
Il Regno dell'Iraq nacque al termine del mandato britannico della Mesopotamia nel 1921, con l'incoronazione di Faysal I, e terminò nel 1958, quando la monarchia venne rovesciata da un sanguinoso colpo di Stato di Abd al-Karim Qasim, che istituì la Repubblica in Iraq.
Comprendeva le tre ex province ottomane di: 
- Mossul (alto corso del fiume Tigri),
- Baghdad (medio corso);
- Bassora (nei pressi della confluenza tra Tigri ed Eufrate).

## Monarchia hashemita
Il territorio dell'Iraq fu sotto il dominio ottomano fino alla fine della prima guerra mondiale, diventando un territorio occupato sotto l'esercito britannico dal 1918. per trasformare la regione in governo civile, il mandato della Mesopotamia venne proposto come mandato di classe A della Società delle Nazioni ai sensi dell'articolo 22 e affidato al Regno Unito di Gran Bretagna e Irlanda, quando gli ex territori di quell'Impero ottomano vennero divisi nell'agosto 1920 dal Trattato di Sèvres. Tuttavia, la rivolta irachena del 1920 portò alla demolizione del piano di mandato originale. Invece, il Regno dell'Iraq venne riconosciuto come un paese sovrano sotto re Faysal I d'Iraq. Nonostante la sovranità formale del re iracheno, nel 1922 venne concluso un trattato di alleanza tra il Regno dell'Iraq e il Regno Unito chiamato Trattato anglo-iracheno. Esso fornì al Regno Unito un ruolo nell'amministrazione e nel governo dell'Iraq. Re Faysal era stato precedentemente proclamato re di Siria da un Congresso Nazionale Siriano a Damasco nel marzo 1920, ma venne esiliato dai francesi nel luglio dello stesso anno. La RAF britannica mantenne un certo controllo militare. In questo modo, l'Iraq rimase sotto l'amministrazione britannica de facto fino al 1932.
Sotto re Faysal, il governo civile dell'Iraq del dopoguerra era guidato dall'Alto Commissario, Sir Percy Cox, e dal suo vice, il colonnello Arnold Wilson. La rappresaglia britannica dopo l'assassinio di un ufficiale britannico a Najaf non riuscì a ristabilire l'ordine. L'amministrazione britannica doveva ancora essere stabilita nelle montagne del nord dell'Iraq. Il problema più evidente che gli inglesi dovevano affrontare era la crescente rabbia dei nazionalisti nel regno iracheno.

## Storia

### L'indipendenza
Con la firma a Baghdad del Trattato anglo-iracheno il 30 giugno 1930 e la risoluzione della questione di Mosul, la politica irachena assunse una nuova dinamica. Il trattato entrò in vigore il 3 ottobre 1932, quando il Regno dell'Iraq divenne ufficialmente completamente indipendente come "Regno hashemita dell'Iraq". La classe emergente di sceicchi tribali e di proprietari terrieri sunniti e sciiti gareggiava per posizioni di potere con ricche e prestigiose famiglie sunnite urbane e con ufficiali dell'esercito e burocrati addestrati dagli ottomani. Poiché le nuove istituzioni politiche irachene erano la creazione di una potenza straniera, e poiché il concetto di governo democratico non aveva precedenti nella storia irachena, i politici a Baghdad mancavano di legittimità e non svilupparono mai collegi elettorali profondamente radicati. Pertanto, nonostante una costituzione e un'assemblea eletta, la politica irachena era più un'alleanza mutevole d'importanti personalità e cricche che una democrazia in senso occidentale. L'assenza di istituzioni politiche di ampia portata inibì la capacità del primo movimento nazionalista di penetrare profondamente nella variegata struttura sociale dell'Iraq.
Il nuovo trattato anglo-iracheno venne firmato nel giugno 1930. Esso prevedeva una "stretta alleanza", per "consultazioni complete e franche tra i due paesi in tutte le questioni di politica estera", e per l'assistenza reciproca in caso di guerra. L'Iraq concesse agli inglesi l'uso di basi aeree vicino a Bassora e ad Habbaniyya e il diritto di spostare truppe attraverso il paese. Il trattato, della durata di venticinque anni, doveva entrare in vigore con l'ammissione dell'Iraq alla Società delle Nazioni. Ciò avvenne il 3 ottobre 1932.
Nel 1932, il regno hashemita dell'Iraq ottenne la piena indipendenza sotto il re Faysal I. Tuttavia, gli inglesi mantennero basi militari nel paese. L'Iraq ottenne l'indipendenza ufficiale il 3 ottobre 1932 in conformità con l'accordo firmato dal Regno Unito nel giugno 1930, in base al quale il Regno Unito avrebbe posto fine al suo mandato effettivo a condizione che il governo iracheno consentisse ai consiglieri britannici di prendere parte agli affari di governo, consentire la permanenza delle basi militari britanniche e l'obbligo per l'Iraq di assistere il Regno Unito in tempo di guerra. Tra l'Iraq e il Regno Unito esistettero forti tensioni politiche anche dopo aver ottenuto l'indipendenza. Dopo aver ottenuto l'indipendenza nel 1932, il governo iracheno dichiarò immediatamente che il Kuwait era di diritto un territorio dell'Iraq. Il Kuwait era stato generalmente sotto l'autorità del vilâyet ottomano di Bassora per secoli fino a quando gli inglesi non lo avevano formalmente separato dall'influenza ottomana dopo la prima guerra mondiale. Fu su questa base che il governo iracheno affermò che il Kuwait era un'invenzione dell'imperialismo britannico.

### L'instabilità politica ed i golpe militari (1930-1941)
Dopo la morte di Faisal nel settembre 1933, il re Ghazi regnò come prestanome dal 1933 al 1939, quando rimase ucciso in un incidente automobilistico. La pressione dei nazionalisti arabi e dei nazionalisti iracheni chiedeva agli inglesi di lasciare l'Iraq, ma le loro richieste vennero ignorate dal Regno Unito.
Dopo aver ottenuto l'indipendenza ufficiale nell'ottobre 1932, sorsero tensioni politiche per la continua presenza britannica nel nuovo regno hashemita dell'Iraq, con il governo e i politici iracheni divisi tra quelli considerati politici filo-britannici, come Nuri al-Sa'id, che non si opposero ad un continua presenza britannica e politici anti-britannici, come Rashid Ali al-Kaylani, che chiedevano che la restante influenza britannica nel paese venisse rimossa.
Varie fazioni etniche e religiose cercarono di ottenere risultati politici durante questo periodo, spesso provocando violente rivolte e una brutale repressione da parte dell'esercito iracheno, guidato da Bakr Sidqi. Nel 1933, migliaia di assiri vennero uccisi nel massacro di Simele, nel 1935-1936 una serie di rivolte sciite vennero brutalmente represse nella regione dell'Eufrate centrale in Iraq, e parallelamente una rivolta curda contro la coscrizione nel nord e una rivolta yazida a Jabal Sinjar vennero represse nel 1935. Per tutto il periodo l'instabilità politica portò a uno scambio di numerosi governi. Lo stesso Bakr Sidqi salì al potere nel 1936, a seguito di un riuscito colpo di Stato contro il primo ministro Yasin al-Hashimi, ma venne successivamente assassinato nel 1937 durante una visita a Mossul, seguita dalla morte del re Ghazi in un incidente automobilistico nel 1939 sospettato di aver complottato con gli inglesi, provocando una reggenza sotto il principe 'Abd al-Ilah sul re Faysal II d'Iraq di 4 anni che durerà fino al 1953.
Dal 1917 al 1946 si verificarono cinque colpi di stato dell'esercito iracheno, guidati dai capi ufficiali dell'esercito contro il governo per fare pressione sul governo affinché concedesse alle richieste dell'esercito.

### La guerra anglo-irachena
Il colpo di Stato iracheno del 1941 rovesciò il primo ministro filo-britannico Taha al-Hashimi e pose Rashid Ali al-Kaylani come primo ministro di un governo filo-nazista chiamato "governo della difesa nazionale", il reggente 'Abd al-Ilah fuggì dal palazzo reale dopo aver appreso di ciò e con il sostegno britannico andò ad Habbaniyya e poi a Bassora, avrebbe trascorso il resto dei mesi successivi in Giordania e nel Mandato della Palestina, la sua fuga provocò una crisi costituzionale al nuovo governo. Rashid Ali non abolì la monarchia, ma installò invece lo sharif Sharaf bin Rajeh come reggente più compiacente e tentò di limitare i diritti degli inglesi ai sensi del trattato del 1930. Rashid Ali tentò di assicurarsi il controllo sull'Iraq chiedendo l'assistenza della Germania nazista, dell'Italia fascista e dell'Impero del Giappone.
Il 20 aprile l'esercito iracheno si stabilì sulle alture a sud della base aerea di Habbaniyya. Un inviato iracheno venne inviato per chiedere che non vi fossero movimenti, né terrestri né aerei, dalla base. Gli inglesi rifiutarono la richiesta e poi chiesero loro stessi che l'esercito iracheno lasciasse immediatamente l'area. Scaduto un ulteriore ultimatum dato nelle prime ore del 2 maggio, alle 5:00 gli inglesi iniziarono a bombardare le truppe irachene che minacciavano la base, segnando l'inizio della guerra anglo-irachena.
Le ostilità durarono dal 2 maggio al 31 maggio 1941, tra iracheni e britannici e i loro soldati assiri. Gli inglesi avrebbero continuato ad occupare l'Iraq per molti anni.
All'indomani della sconfitta irachena, il 2 giugno scoppiò a Baghdad il sanguinoso massacro del Farhud, iniziato dai giovani della Futuwwa e dai sostenitori di Rashid Ali, che provocò la morte di circa 180 ebrei e gravi danni alla comunità ebraica.

### L'occupazione britannica
Dopo la fine della guerra anglo-irachena, 'Abd al-llah tornò come reggente con Jamil al-Midfa'i come primo ministro e dominò la politica dell'Iraq fino al rovesciamento della monarchia e all'assassinio della famiglia reale nel 1958. Il governo perseguì una politica filo-occidentale durante questo periodo.
Il governo di al-Midfa'i dichiarò la legge marziale a Baghdad e dintorni, avviò un'epurazione nel governo degli elementi pro-Kaylani, vietò l'ascolto della radio allineata all'Asse e varie altre procedure volte a mantenere la sicurezza e l'ordine nel paese. Nonostante tutte queste procedure di sicurezza, ciò non soddisfò gli inglesi, che chiesero lo scioglimento dell'esercito iracheno e l'arresto di chiunque sostenesse, si unisse o simpatizzasse per il colpo di Stato del 1941.
Il governo di Midfa'i era diviso sull'uso della forza per ripulire il paese dagli elementi pro-Kaylani, e alcuni ministri non erano contenti di doversi alleare con la Gran Bretagna, né lo stesso primo ministro aveva l'idea di creare così tanti arresti. Questa politica indignò sia gli inglesi che il reggente, che vedevano la sua politica di empatia come un sostegno indiretto all'opposizione e ai movimenti radicali. Il ministro delle finanze, Ibrahim Kamal al-Ghuthunfiri, che era al vertice dei politici che volevano un cambiamento nella politica di al-Midfa'i e credevano nell'uso di misure più severe per mantenere la sicurezza nel paese, rassegnò le dimissioni il 2 settembre 1941.
Le dimissioni di Ibrahim Kamal indebolirono il governo di Midfa'i e il ministro dimesso iniziò a chiedere a qualche politico di preparare la formazione di un nuovo governo, aprendo la strada a Nuri al-Sa'id per diventare il capo di un nuovo governo. Il governo di Jamil al-Midfa'i si dimise e 'Abd al-Ilah ordinò a Nuri di formare un nuovo governo il 9 ottobre.
Nel 1943, il leader curdo Mustafa Barzani guidò una ribellione contro il governo centrale a Baghdad. Dopo il fallimento della rivolta Barzani e i suoi seguaci fuggirono in Unione Sovietica.

### La fine dell'occupazione britannica
Nel 1945, durante le fasi finali della seconda guerra mondiale, l'Iraq aderì alle Nazioni Unite e divenne uno dei membri fondatori della Lega Araba.
Il periodo successivo alla fine dell'occupazione fu un periodo di creazione di vari partiti politici contrari o favorevoli al governo, tra cui tra i più importanti il Partito Nazionale Democratico guidato da Kamil Chadirji, il Partito dell'Unione Costituzionale guidato da Nuri Al-Sa'id e il Partito dell'Indipendenza guidato da Muhammad Mahdi Kubba.
Nel 1948, scoppiarono in tutta Baghdad massicce proteste violente, note come rivolta di al-Wathba, come richiesta popolare contro il trattato del governo con gli inglesi e con il sostegno del partito comunista. Altre proteste continuarono in primavera, ma vennero interrotte a maggio, con la legge marziale, quando l'Iraq entrò nella guerra arabo-israeliana del 1948 insieme ad altri membri della Lega Araba.
Apparvero varie altre proteste contro le tendenze filo-occidentali del governo, inclusa l'Intifada irachena del 1952 che si concluse poco prima delle elezioni parlamentari irachene del 1953.
Il re Faysal II raggiunse finalmente la maggiore età il 2 maggio 1953, ponendo fine alla reggenza di 'Abd al-Ilah, ma 'Abd al-Ilah continuò ad essere influente in politica grazie alla sua influenza sul giovane re.
Nel 1955, per contrastare l'influenza dell'Unione Sovietica in Medio Oriente, Iran, Iraq, Pakistan, Turchia e Regno Unito firmarono il Patto di Bagdad, con gli Stati Uniti fortemente coinvolti nei negoziati per formarlo. Il patto causò importanti proteste ed opposizione poiché molti non approvavano l'idea di essere in un'alleanza guidata dall'occidente.
Nel settembre 1956, venne discusso un colpo di Stato pianificato durante l'addestramento primaverile da una fazione militare nota come Liberi Ufficiali (ispirata dal Movimento dei Liberi Ufficiali egiziano) che prevedeva di lanciare il colpo di Stato dopo l'addestramento controllando siti strategici a Baghdad ed arrestando il reggente e il re, tuttavia il colpo di Stato fallì, poiché l'addestramento venne improvvisamente interrotto.
Nel febbraio 1958, il re Husayn di Giordania e `Abd al-Ilāh proposero un'unione delle monarchie hashimite per contrastare l'unione egiziano-siriana di recente formazione. La risultante Federazione Araba venne costituita il 14 febbraio 1958.

### La rivoluzione del 14 luglio e la fine della monarchia
La monarchia hashemita durò fino al 1958, quando venne rovesciata con un colpo di Stato dall'esercito iracheno, noto come la rivoluzione del 14 luglio. Re Faysal II ed i membri della famiglia reale vennero giustiziati nel cortile del Palazzo Rihab nel centro di Baghdad (il giovane Re non si era ancora trasferito nel Palazzo Reale appena completato). Il colpo di Stato portò Abd al-Karim Qasim al potere. Egli si ritirò dal Patto di Baghdad e stabilì relazioni amichevoli con l'Unione Sovietica.
Il compito dei governi successivi fu quello di trovare quella terza alternativa, principalmente per stabilire uno stato moderno che fosse stabile ma anche politicamente integrato.

## Demografia
La stima della popolazione nel 1920 era di 3 milioni, con i più grandi gruppi etnici di arabi, curdi, assiri e turkmeni, con minoranze di persiani, yazidi, ebrei, mandei, shabak, armeni e rom. Durante il dominio hashemita iracheno, la popolazione araba iniziò ad espandersi a spese di altri gruppi etnici sia a causa dei tassi di natalità più elevati che delle politiche del governo che preferivano la minoranza sunnita araba rispetto ad altri gruppi etnici e religiosi.
Nel 1955, la popolazione irachena raggiunse i 6,5 milioni di persone. Questo avvenne dopo che il Regno iracheno perse la maggior parte della sua popolazione ebraica a seguito dell'operazione Esdra e Neemia (circa 130mila persone) nel 1951-1952.